# Desi Slava
Desislava Ivanova Doneva, född 7 mars 1979 i Radnevo, mer känd som bara Desi Slava, är en bulgarisk sångare. Sedan 1998 har hon släppt tolv album. År 2012 deltog hon i Bulgariens nationella uttagning till Eurovision Song Contest 2012 med låten "Love Is Alive" och kom på tredje plats, fem poäng efter vinnaren Sofi Marinova med låten "Love Unlimited". 2013 gjorde hon en bulgarisk cover på den mycket framgångsrika albanska låten "Të ka lali shpirt" som fick titeln "Pusni go pak".

## Diskografi

### Album
- 1998 - Njamam problemi
- 2000 - Ezi - Tura
- 2001 - Zavinagi
- 2002 - Misteria
- 2004 - Ljubovta e samo tjuvstvo
- 2004 - Zajedno
- 2004 - The Best
- 2005 - Goresjta sleda
- 2006 - Sladki sanisjta
- 2008 - Estoy Aqui (på spanska)
- 2009 - Poslusjai sartsteto si
- 2011 - Slavatronika
- 2013 - Pusni go pak